# Access Control List
Een Access Control List (ACL), of toegangscontrolelijst, is een lijst met gebruikersrechten voor systeembronnen of objecten. Een ACL bepaalt de mate waarin individuele gebruikers en systeemprocessen toegang hebben tot bepaalde objecten (zoals diensten, bestanden en registervermeldingen).
In vergelijking met eenvoudige toegangsrechten zijn ACL's preciezer in te stellen. Zo kan voor een bestand verschillende rechten worden toegekend aan verschillende gebruikers en groepen.
Veel besturingssystemen hebben van oudsher een ACL ingebouwd. De eerste implementatie was in het bestandssysteem van de Multics in 1965.
Het alternatief voor een access control list is role-based access control (RBAC). Hierbij zijn uitsluitend groepen toegestaan in de lijst met permissies.

## Soorten
Er zijn twee soort ACL's:
1. Filesystem ACL's: die het beheer en rechten regelen over een bestandssysteem
2. Networking ACL's: die toegang tot netwerken beheren. Zo communiceert dit type ACL met bijvoorbeeld switches en routers om te bepalen welke toegang verleend mag worden en welke rechten er zijn binnen die netwerken.